# Manfred Schiefer

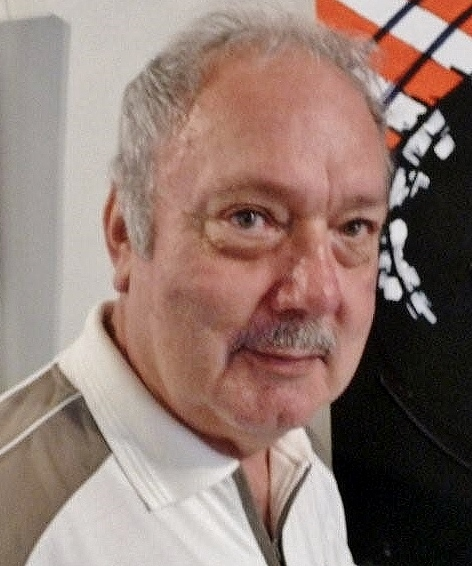
Manfred Schiefer (2014)

Manfred Schiefer (* 25. Juli 1946 in Mannheim) ist ein deutscher Maler und Organisator von Ausstellungen.

## Leben
Schiefer besuchte zunächst von 1964 bis 1968 die Kunstschule Rödel für Malerei und Grafik in Mannheim und studierte anschließend u. a. bei Paul Berger-Bergner an der Mannheimer Fachhochschule für Gestaltung. Anschließend besuchte er auch noch die Fotofachschule Hamburg und arbeitete als Beschäftigungstherapeut mit Drogenabhängigen und psychisch Kranken. Später betrieb er eine eigene Galerie, organisierte die „Mannheimer Kunstmesse“ und beteiligte sich mit eigenen Werken an etwa 50 Ausstellungen in Deutschland und im Ausland. Für seine Arbeiten wurde er mehrfach international ausgezeichnet.
Ab 1989 – nach seinem Umzug nach Geroda (Unterfranken) – vernachlässigte Schiefer aus familiären Gründen die Malerei und arbeitete stattdessen als freier Journalist sowie als Organisator von Antik- und Trödelmärkten in Süddeutschland. Erst 20 Jahre später (2008) begann er wieder zu malen.
Seit 2005 lebt Schiefer in Bad Brückenau, beteiligt sich wieder an Ausstellungen und ist Mitglied im Kunstverein in Bad Neustadt (Saale). „Klassische Moderne“ nennt Schiefer den Stil seiner abstrakten Malerei. In seinen Bildern drückt er aus, was er „hinter der sichtbaren Realität“ sieht.
Im Jahr 2012 erhielt Schiefer eine Einladung der Republik Ungarn zu einem Arbeitsstipendium in die Universitätsstadt Nyíregyháza, verbunden mit einer Wanderausstellung durch fünf ungarische Städte.

## Auszeichnungen
- 1982: „Goldene Fackel“ der Akademie in Parma (Italien)
- 1982: „Goldenen Palme“ der Akademie in Parma
- 1982: Ehrendoktorwürde der University of Florida (USA) für sein künstlerisches Schaffen

## Jüngste Ausstellungen

### 2014
- Einzelausstellung im Henneberg-Museum, Münnerstadt
- Kunstverein Fulda, Jahresausstellung im Vonderau Museum
- Kunstverein Bad Hersfeld, Jahresausstellung in der Galerie im Stift
- Kunstverein Bad Neustadt an der Saale, Jahresausstellung in der Kunstvilla am Donsenhaug
- "Visoes Submersas no Azul", Kulturzentrum Aljustrel, Portugal
- Ausstellung in der städtischen Galerie im Franck-Haus, Marktheidenfeld

### 2015 geplant
- Einzelausstellungen, Parkwohnstift, Bad Kissingen
- Einzelausstellungen, Hohnhaus-Museum, Lauterbach (Hessen)